# Павлувка (Мазовецьке воєводство)
Павлувка (пол. Pawłówka) — село в Польщі, у гміні Хинув Груєцького повіту Мазовецького воєводства.
Населення — 90 осіб (2011).
У 1975-1998 роках село належало до Радомського воєводства.

## Демографія
Демографічна структура станом на 31 березня 2011 року:
|          | Загалом | Допрацездатний вік | Працездатний вік | Постпрацездатний вік |
| -------- | ------- | ------------------ | ---------------- | -------------------- |
| Чоловіки | 45      | 10                 | 32               | 3                    |
| Жінки    | 45      | 9                  | 26               | 10                   |
| Разом    | 90      | 19                 | 58               | 13                   |